# Nancy Pickard
Pour les articles homonymes, voir Pickard.
Nancy Pickard, née le 19 septembre 1945  à Kansas City (Missouri), est une écrivaine américaine, auteure de romans policiers . 
Elle a obtenu le prix Agatha en 1991, 1992 et 2007 et le prix Macavity en 1988, 1992 et 2007.

## Œuvres traduites en français
Enquêtes de Jenny Cain.
- Trois morts pour Jenny, [«  Generous Death »], trad. d’Isabelle Maillet, Paris, J'ai lu, 1998, 314 p.  (ISBN 2-290-04795-3)
- Jenny et le vandale, [« Say No to Murder »], trad. d’Isabelle Maillet, Paris, J'ai lu, 1998, 250 p.  (ISBN 2-290-04890-9)
- Pas de cadavre pour Jenny, [« No Bady »], trad. d’Isabelle Maillet, Paris, J'ai lu, 1998, 317 p.  (ISBN 2-290-04995-6)
- Jenny et les femmes battues, [« Marriage Is Murder »], trad. d’Isabelle Maillet, Paris, J'ai lu, 1998, 248 p.  (ISBN 2-290-05108-X)
- Jenny et les dingues, [« Dead Crazy »], trad. d’Isabelle Maillet, Paris, J'ai lu, 1999, 285 p.  (ISBN 2-290-05253-1)

Série Marie Lightfoot
- Un soupçon de vérité, [«  The Whole Truth »], trad. d’Olivier de Broca et Isabelle St. Martin, Neuilly-sur-Seine, France, Éditions Michel Lafon, coll. « Thriller », 2001, 324 p.  (ISBN 2-84098-667-1)
- L'Anneau de vérité, [« Ring of Truth »], trad. d’Isabelle St. Martin, Neuilly-sur-Seine, France, Éditions Michel Lafon, coll. « Thriller », 2002, 325 p.  (ISBN 2-84098-766-X)
- La Vérité pour mémoire, [« The Truth Hurts »], trad. d’Yves et Claire Forget-Menot, Neuilly-sur-Seine, France, Éditions Michel Lafon, coll. « Thriller », 2003, 370 p.  (ISBN 2-84098-905-0)

Romans hors séries
- La Vierge de Small Plains, [« The Virgin of Small Plains »], trad. de Bernard Ferry, Neuilly-sur-Seine, France, Éditions Michel Lafon, coll. « Thriller », 2007, 281 p.  (ISBN 978-2-7499-0665-2)
- Mémoire d'une nuit d'orage, [« The Scent of Rain and Lightning »], trad. de Françoise Rose, Paris, Éditions Belfond, coll. « Littérature étrangère », 2012, 386 p.  (ISBN 978-2-7144-5038-8)